# Athlia herrerai
Athlia herrerai is een keversoort uit de familie bladsprietkevers (Scarabaeidae). De wetenschappelijke naam van de soort is voor het eerst geldig gepubliceerd in 1949 door Gutierrez Alonso.